# Ophiactis
Ophiactis (лат.) — род офиур семейства офиактид (Ophiactidae). Типовой вид — Ophiactis krebsii.

## Описание
В род Ophiactis входят фильтрующие офиуры, характеризующиеся, в частности, наличием одного прямоугольного ротового сосочка на кончике каждой челюсти. Диск обычно (но не всегда) с рассеянными иголочками, которые, однако, не скрывают лежащих под ними чешуек. С каждой стороны челюсти по 1—2 крупных ротовых папиллы. На вершине челюсти одна непарная, обычно сердцевидная папилла. Вокруг спинных щитков нет дополнительных пластиночек. Иглы лучей довольно короткие. Радиальные щитки не соприкасаются друг с другом. Генитальные щели всегда хорошо развиты. Мелкие формы. Род насчитывает около полусотни видов, почти исключительно тропических.

## Виды
В род входят следующие виды:
- Ophiura acervata Lyman (1869)
- Ophiactis abyssicola (M. Sars) (1861)
- Ophiactis affinis Duncan (1879)|}}
- Ophiactis algicola H.L. Clark, 1933
- Ophiactis amator Koehler, 1922
- Ophiactis asperula (Philippi, 1858)
- Ophiactis balli (W. Thompson, 1840)
- Ophiactis brachyaspis H.L. Clark, 1911
- Ophiactis brachygenys H.L. Clark, 1911
- Ophiactis brachyura Döderlein, 1898
- Ophiactis brasiliensis Manso, 1988
- Ophiactis brevis H.L. Clark, 1938
- Ophiactis canotia Lyman, 1879
- Ophiactis carnea Ljungman, 1867
- Ophiactis crosnieri Cherbonnier & Guille, 1978
- Ophiactis delagoa J.B. Balinsky, 1957
- Ophiactis dyscrita H.L. Clark, 1911
- Ophiactis flexuosa Lyman, 1879
- Ophiactis fuscolineata H.L. Clark, 1938
- Ophiactis gymnochora H.L. Clark, 1911
- Ophiactis hemiteles H.L. Clark, 1915
- Ophiactis hexacantha H.L. Clark, 1939
- Ophiactis hirta Lyman, 1879
- Ophiactis kroeyeri Lütken, 1856
- Ophiactis lethe A.H. Clark, 1949
- Ophiactis ljungmani Marktanner-Turneretscher, 1887
- Ophiactis loricata Lyman, 1869
- Ophiactis luetkeni Marktanner-Turneretscher, 1887
- Ophiactis luteomaculata H.L. Clark, 1915
- Ophiactis lymani Ljungman, 1872
- Ophiactis macrolepidota Marktanner-Turneretscher, 1887
- Ophiactis modesta Brock, 1888
- Ophiactis muelleri Lütken, 1856
- Ophiactis nama Lyman, 1879
- Ophiactis nidarosiensis Mortensen, 1920
- Ophiactis notabilis H.L. Clark, 1939
- Ophiactis perplexa Koehler, 1897
- Ophiactis picteti (de Loriol, 1893)
- Ophiactis plana Lyman, 1869
- Ophiactis profundi Lütken & Mortensen, 1899
- Ophiactis quadrispina H.L. Clark, 1915
- Ophiactis quinqueradia Ljungman, 1872
- Ophiactis resiliens Lyman, 1879
- Ophiactis rubropoda Singletary, 1973
- Ophiactis savignyi (Müller & Troschel, 1842)
- Ophiactis seminuda Mortensen, 1936
- Ophiactis simplex (LeConte, 1851)
- Ophiactis spinulifera H.L. Clark, 1939
- Ophiactis tricolor H.L. Clark, 1928
- Ophiactis tyleri Stöhr & Segonzac, 2005
- Ophiactis virens (M. Sars, 1859)